# 3FM
3FM este un post de radio din România, înființat la data de 29 octombrie 2020 de către trustul Intact Media Group, cu emisie în București. Retransmite integral postul de televiziune Antena 3 CNN.
Frecvențele de 3FM sunt:
- București - 106.2 FM